# 청주 쌍청리 선돌
쌍청리선돌은 충청북도 청주시 흥덕구 오송읍에 있다. 2015년 4월 17일 청주시의 향토유적 제19호로 지정되었다.

## 개요
청동기시대 청주지역의 문화상을 연구하는데 귀중한 자료이다.